# Una-Szanai kanton
Az Una-Szanai kanton (rövidítve: USK) a Bosznia-hercegovinai Föderáció tíz kantonjának egyike Bosznia-Hercegovinában.
Az Una-Szanai kanton északon, nyugaton és északkeleten Horvátországgal, keleten és délkeleten a Bosznia-hercegovinai Szerb Köztársasággal, délnyugaton a 10. kantonnal határos. A 2013-as népszámlálás eredményei szerint a kantonnak 273 261 lakosa volt, így a lakosságszám szerint a negyedik, népsűrűségben pedig hetedik a Bosznia-Hercegovinai Föderáció kantonjai között. 4125 km²-es területével a második legnagyobb kanton a 10. kanton után, amely az ország területének 8,10%-át, Bosznia-hercegovinai Föderáció területének pedig 15,79%-át teszi ki.

## Fekvése
A kanton Bosznia-Hercegovina északnyugati részén található, székhelye Bihács. A kanton területe néhány, a Boszniai Szerb Köztársaságban található község területével együtt alkotja az ún. Boszniai Krajinát. A kantonnak rendkívül kedvező a földrajzi elhelyezkedése, mert a Nyugat-Európa – Földközi-tenger – Közel-Kelet fő közlekedési folyosó mentén foglal helyet. A terület morfológiai felépítése alapján számos folyó- és patakvölgy által tagolt dombokból áll, melyek az alacsonyan fekvő mezőkből, hordaléksíkságokból és medencékből emelkednek ki. A területet mérsékelt-kontinentális éghajlat jellemzi.
A kantont természeti szépségek is gazdagítják, hiszen ez a terület bővelkedik folyókban, kisebb-nagyobb vízfolyásokban, meleg forrásokban, barlangokban, erdőkben, valamint kulturális és történelmi emlékekben. A természeti erőforrások jobb kihasználásához és a tranzitturizmus fejlődéséhez hozzájárul a Plitvicei-tavak és az Adriai-tenger közelsége, az utak kiépítése és az infrastrukturális létesítmények tervezett építése, mely megbízható alapot jelent a lakó- és idegenforgalmi célú fejlesztésekhez.
A kanton területén található az Una Nemzeti Park, valamint számos régi vár, mint például Osztrovica, Nagykladusa, Osztrozsác várai és mások. A kanton területén a nagyszámú ivóvízforrás mellett kiváló minőségű termál ásványvízforrások is találhatók (Gata, Sanski Most, Velika Kladusa). Fő folyói az Una, a Szana, a Dabar, a Krušnica, a Klokot, az Unac és a Korana.

## Népesség
A 2013-as népszámlálás szerint a kantonnak 273 261 lakosa volt, népsűrűsége pedig 66,25 lakos/km2, ezzel a népesség szerint a negyedik, a népsűrűség szerint pedig a hetedik a Bosznia-Hercegovinai Föderáció kantonjai között. A sűrűn lakott Bosanska Krupa, Cazin és Velika Kladuša mellett Una-Szanai kanton a föderáció egyik ritkábban lakott kantonja.
2016-ban a 65 év felettiek aránya 9,1% volt (a legalacsonyabb arány a föderációban), a dolgozók aránya a lakosságból 71,2%, míg a 0 és 14 év közöttiek aránya 19,7% volt.
| Nemzetiségi csoport | Népesség 1991 | Népesség 2013 |
| ------------------- | ------------- | ------------- |
| Szerb               | 70648         | 8452          |
| Bosnyák             | 248564        | 246012        |
| Horvát              | 10193         | 5073          |
| Jugoszláv           | 8456          | 55            |
| Egyéb               | 13060         | 13724         |
| Összesen            | 342465        | 273261        |

## Gazdaság és infrastruktúra
A 2016-os adatok szerint a kanton legfontosabb gazdasági ágai a foglalkoztatottak számát tekintve a nagy- és kiskereskedelem, a feldolgozóipar, a szálloda- és vendéglátóipar, az építőipar és a faipar. A gazdasági központ Bihács, mely a kanton legtöbb alkalmazottal és a legmagasabb átlagkeresettel rendelkező városa.

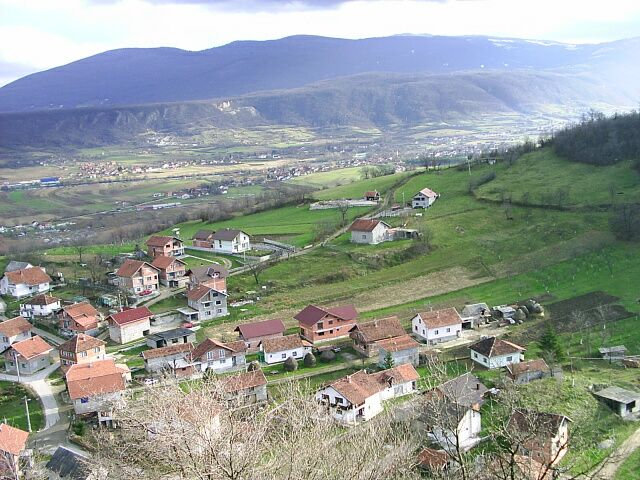
Az Una völgye Bihácsnál

#### Mezőgazdaság

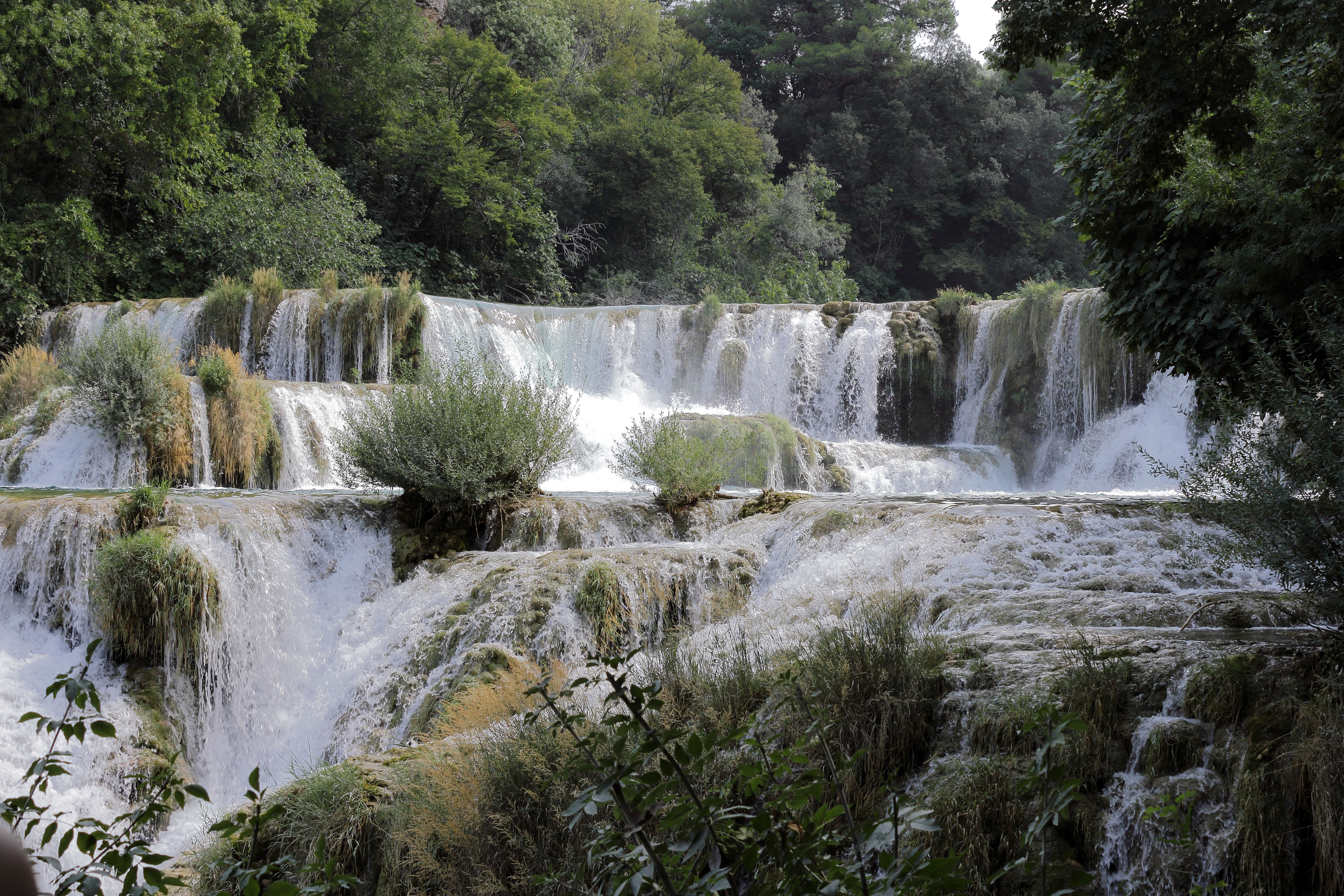
Az Una vízesései az Una Nemzeti Parkban

A mezőgazdasági területek nagysága megközelítőleg megegyezik az erdőterületekével. A kedvező klíma jó alapot jelent a mezőgazdasági termeléshez. A teljes mezőgazdasági terület 196 308 ha, ebből 102 490 ha szántó és kert, 91 203 ha legelő és 2 615 ha gyümölcsös. Jelentősek a megművelhetetlenként kezelt területek (32,2%), melyek azonban beruházásokkal szántóvá alakíthatók, így ez a terület igen jelentős mértékben hozzájárulhat az élelmiszer-termeléshez. Az Egyesült Nemzetek Szervezete egyébként hivatalosan is olyan területté nyilvánította ezt a területet, ahol az ökológiai viszonyok miatt egészséges élelmiszereket lehet előállítani.

#### Faipar
Az ezen a területen jelenlévő edafikus és orográfiai tényezők hozzájárulnak az erdők növekedéséhez, amelyek nagymértékben meghatározzák a kanton gazdasági szerkezetét. Szakértői becslések szerint ezekben az erdőkben magasabb a hektáronkénti fatömeg százalékos aránya, mint a Bosznia-Hercegovinai Föderáció más részein. Az erdők az Una-Szanai kanton egyik legnagyobb értéke. Az összes erdőterület 190 880 ha, ebből 85 899 ha magas erdő, 86 234 ha alacsony erdő és 18 747 ha tarvágás. Nagy hagyományokkal rendelkezik az erdészet és a fafeldolgozás, így szinte minden településen van fatermesztési és -kitermelési kapacitás, Bihács, Bosanska Krupa, Sanski Most, Ključ és Bosanski Petrovac településeken pedig szintén fejlett faipari  feldolgozó kapacitások vannak.

#### Bányászat
A kanton területe geológiai felépítésénél fogva ígéretes bázist jelent az ásványok kutatásához és a hasznos nyersanyagok kitermeléséhez. Bár ezen a területen a geológiai feltárás szintje nagyon alacsony, Sanski Most (Kamengrad) területén jelentős barnaszén-lelőhelyeket fedeztek fel, amelyeket a Kamengradi Hőerőmű működtetéséhez terveznek felhasználni. Bosanska Krupában bauxit, Bužimban mangán, Velika Kladusában barit, Cazinban és Sanski Mostban agyag, Kulen Vakufban gipsz, Bihácson kő építőanyag, Sanski Mostban és Bihácsban kvarchomok és egyéb építőipari alapanyagok kitermelése, illetve előállítása folyik.

### Infrastruktúra

#### Közlekedés
A kanton rendkívül jó összeköttetéssel rendelkezik Horvátországgal, és más európai országokkal is. A legrövidebb szárazföldi út nagy kikötőkhöz és fontos központokhoz (Split, Šibenik, Zára, Fiume) Bihácson és Bosanski Petrovacon keresztül vezet. Az unamenti vasútvonal Split, Zára és Šibenik területét köti össze Zágrábbal. A kantont vasút és autópálya köti össze Szarajevóval és Bosznia-Hercegovina más részeivel.

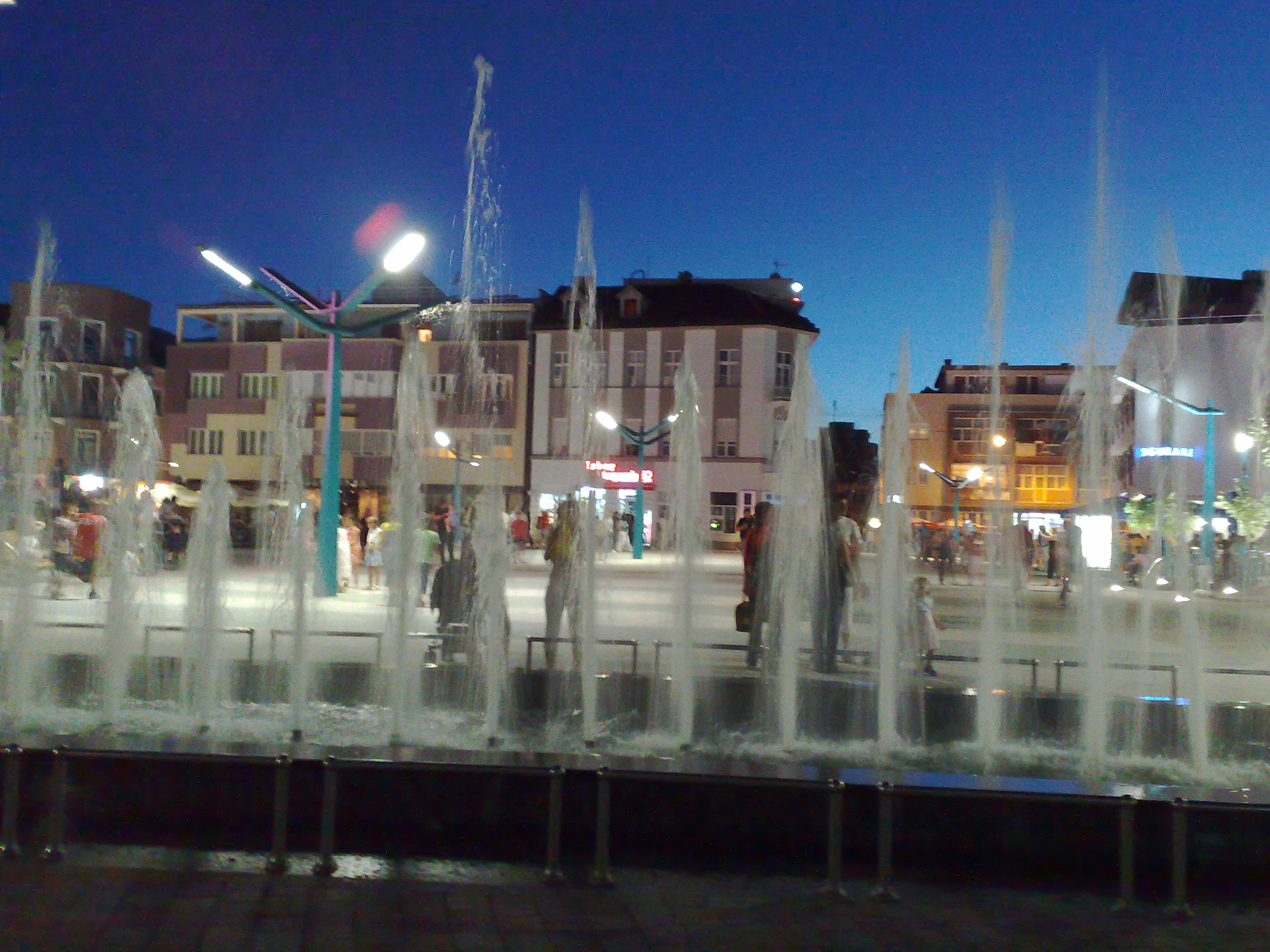
A bihácsi Novi trg

A kanton területén 468,4 km regionális út található, ebből 305 km aszfaltozott, a főutak hosszúsága 344 km (ebből 290 km aszfaltozott). Az Una-Szanai kantonon a következő autópályák haladnak át :
Nyugatról keletre: M14-es autópálya (Bihács – Draksenić). Délről északra: M4.2 főút (Velika Kladuša – Srbljani), M5 (Bihać – Foča), M11 (Ripač – Lohovo), M14.2 (Bosanska Krupa – Bosansko Grahovo) és M15 (Kozarska Dubica – Posušje).
A háború előtt a legjövedelmezőbb módja a vasút volt az észak-déli irányú áru- és személyszállításnak. Az Unamenti vasútvonal (Novi Grad – Bihács – Knin) 178 km hosszúsággal rendelkezett. Ma a Blatna és Martin Brod közötti vasút egy része készen áll az áru- és személyszállításra.
A kanton területén nincs polgári repülőtér, a két katonai légiforgalmi létesítmény pedig nem üzemel: Ezek egyike a horvát határon lévő "Željava" katonai repülőtér, mely a boszniai háború előtt minden modern műszaki berendezéssel fel volt szerelve, de a háború alatt súlyosan megsérült. Az összes navigációs berendezést kifosztották. A másik a "Ćoralići" repülőtér, mely 1200 m hosszú kavicsos kifutópályával és a hozzá tartozó létesítményekkel endelkezett. Bihács közelében van egy "Golubić" nevű aszfaltozott kifutó nélküli sportrepülőtér is.

## Fordítás
- Ez a szócikk részben vagy egészben  az   Unsko-sanski kanton című bosnyák Wikipédia-szócikk ezen változatának fordításán alapul.  Az eredeti cikk szerkesztőit annak laptörténete sorolja fel. Ez a jelzés csupán a megfogalmazás eredetét és a szerzői jogokat jelzi, nem szolgál a cikkben szereplő információk forrásmegjelöléseként.